# Oficina de Políticas Raciales del NSDAP

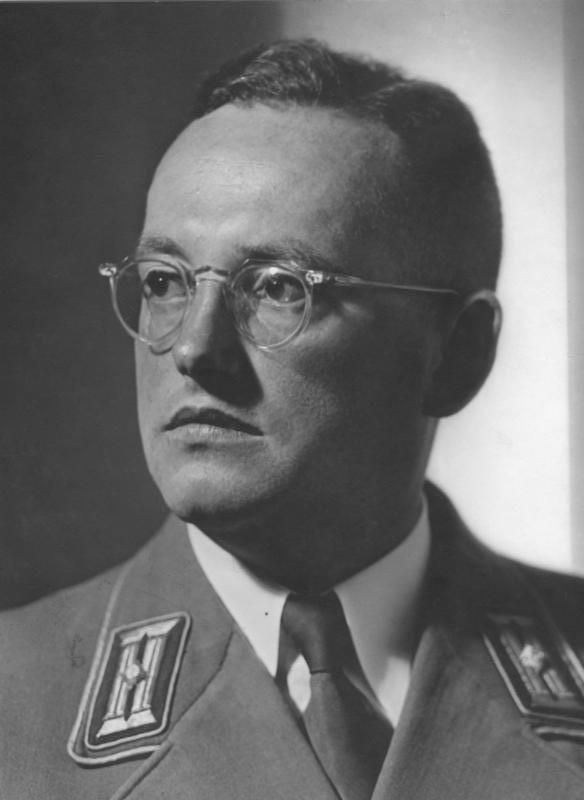
Líder de la Oficina de Políticas Raciales del NSDAP, el Dr. Walter Gross, en 1933.

La Oficina de Políticas Raciales fue un departamento del Partido Nacionalsocialista Obrero Alemán (NSDAP) que se fundó para "unificar y supervisar todo el trabajo de adoctrinamiento y propaganda en el campo de la población y la política racial". Comenzó en 1933 como la Oficina del NSDAP para la Ilustración sobre Política de Población y Bienestar Racial (en alemán: Aufklärungsamt für Bevölkerungspolitik und Rassenpflege). En 1935, había sido renombrada como Oficina de Políticas Raciales del NSDAP (en alemán: Rassenpolitisches Amt der NSDAP o RPA).
El Dr. Walter Gross siguió siendo el líder de la RPA hasta su suicidio al final de la Segunda Guerra Mundial en abril de 1945.

## Propósito
El papel principal de la RPA era supervisar la creación y mantenimiento de la propaganda sobre la conciencia étnica de la raza principal nórdica aria. Esto fue denominado "ilustración" en lugar de "propaganda" por las autoridades nazis, porque "no era un llamado a la acción inmediata sino un cambio de actitud a largo plazo". El Dr. Gross no quería que las personas se consideraran a sí mismas como individuos, sino más bien como "enlaces únicos en la gran cadena de la vida".
La RPA produjo el Neues Volk, una revista mensual dirigida a un público general en lugar de a un público especializado. Pero mientras contenía artículos sobre temas tales como consejos de viaje, su tema central era la promoción de la eugenesia y la conciencia étnica. Otras publicaciones creadas por la oficina incluían un plan de diez puntos para el matrimonio. Las pautas, en lugar de centrarse en el amor, enfatizaron que los criterios ideales para el matrimonio en el estado nazi era considerar la raza y la salud. El panfleto instó a la investigación de la ascendencia de parejas potenciales, y que los individuos no debían permanecer solteros, concluyendo con el mandato de esperar muchos niños. Otras obras incluían "¿Puedes pensar racialmente?" y "El campesinado entre ayer y hoy".
La RPA también creó exposiciones itinerantes que presentaban el tipo ario ideal como inmutable, en contraste con los tipos infrahumanos. En su primer año, la oficina había publicado 14 folletos para la educación racial. Esto llevó al establecimiento de cursos intensivos de capacitación para crear educadores étnicos. Más de mil empleados de las Sturmabteilung y recién graduados de la escuela de medicina fueron adoctrinados cada año sobre temas raciales nazis hasta 1945.